# ビクトリア・パブロビッチ
ビクトリア・パブロビッチ（Viktoria Pavlovich、ベラルーシ語: Вікторыя Уладзіміраўна Паўловіч、ワチンカ: Viktoryja Uładzimiraŭna Paŭłovič、1978年5月8日- ）は、ベラルーシ・ミンスク出身の卓球選手。
世界卓球選手権には1995年の天津大会から13大会連続出場しており2005年の第48回世界卓球選手権個人戦ではシングルスでベスト8、2006年の第48回世界卓球選手権団体戦では双子の妹のベロニカ・パブロビッチ などとともに団体3位となった。
オリンピックでは2000年のシドニーオリンピックのシングルス、ダブルス、2004年のアテネオリンピックのシングルス（ベスト16）、ダブルス、2008年の北京オリンピックのシングルスに出場している。
2007年ヨーロッパ卓球選手権の女子ダブルスで優勝、ヨーロッパトップ12で2003年、2008年ともに3位となっている。また地元で行われた2008年ITTFプロツアーミンスク大会で優勝している。そして、2010年ヨーロッパ卓球選手権では女子シングルスで優勝を飾った。